# 茂胆窑址
茂胆窑址，位于中国广东省湛江市雷州市沈塘镇茂胆村，为雷州市的一个市级文物保护单位，类型为古遗址，公布时间为1992年12月9日。
茂胆窑址的历史年代为唐代。